# Nationalkongress (Ecuador)
Der Nationalkongress (span. Congreso Nacional) war das unikamerale nationale Parlament und damit das wichtige Organ der Legislative in Ecuador. Sein Nachfolger ist die am 31. Juli 2009 erstmals zusammengetretene Nationalversammlung.
Nach der Verfassung von 1998 bestand der Kongress aus 100 Abgeordneten (deputados) und hatte seinen Sitz in der Hauptstadt Quito. Die Abgeordneten wurden als Vertreter der Provinzen für eine Vier-Jahres-Periode gewählt. Jede der 22 Provinzen stellte mindestens zwei Abgeordnete, einwohnerreiche Provinzen erhielten weitere Sitze, zuletzt einen je 200.000 Einwohner. Die Provinz Guayas stellte mit 18 die meisten Abgeordneten. Die größten Fraktionen im Nationalkongress waren zu Beginn der Legislaturperiode nach den Wahlen 2006: Partido Renovador Institucional Acción Nacional (PRIAN, 28), Partido Sociedad Patriótica (PSP, 24), Partido Social Cristiano (PSC, 13), Izquierda Democrática (ID, 7), Partido Roldosista Ecuatoriano (PRE, 6), Pachakutik (6), Red Ética y Democracia (RED, 6) und Unión Demócrata Cristiana (UDC, 4). Präsident des Nationalkongresses war Jorge Cevallos (PRIAN), erster Vizepräsident Edison Chávez (PSP). PRIAN, PSP, PSC und UDC bildeten eine Mehrheitskoalition, die jedoch von der PSP zeitweise verlassen wurde, da die PSP im Gegensatz zu ihren Koalitionspartnern die Einberufung einer verfassunggebenden Versammlung durch Präsident Correa befürwortete und nicht aktiv zu verhindern suchte.
Es ist im parlamentarischen System Ecuadors nicht selten, dass Abgeordnete in der Legislaturperiode die Partei wechselten oder zu Unabhängigen werden. Nach Verabschiedung eines neuen Ethikcodes konnten in der Legislaturperiode ab 2007 Abgeordnete, die ihre parlamentarische Gruppe verließen oder aus ihrer Partei ausgeschlossen wurden, ihr Mandat aberkannt und einem Ersatzabgeordneten der Partei zuerkannt werden. Dies geschah in der Legislaturperiode 2007 bereits in der ersten Sitzungswoche, als zwei Abgeordnete des Partido Sociedad Patriótica des Ex-Präsidenten Lucio Gutiérrez ausgeschlossen wurden, eine von ihnen Ximena Bohórquez, Gutiérrez' (mit ihm in Gütertrennung lebende) Ehefrau.
Die Verfassunggebende Versammlung Ecuadors 2007/08 verabschiedete an ihrem ersten Sitzungstag am 30. November 2007 ein Dekret, nach dem der Kongress in eine unbefristete Sitzungspause eintrete, wodurch der Nationalkongress de facto nicht mehr tagte. Nach der Annahme der neuen Verfassung in einer Volksabstimmung im September 2008 agierte zunächst weiterhin die Kommission für Gesetzgebung der Verfassunggebenden Versammlung als Legislative, bevor das neu gewählte Parlament am 31. Juli 2009 erstmals als Asamblea Nacional (Nationalversammlung) zusammentrat.